# Philus costatus
Philus costatus är en skalbaggsart som beskrevs av Charles Joseph Gahan 1893. Philus costatus ingår i släktet Philus och familjen långhorningar.
Artens utbredningsområde är Laos. Inga underarter finns listade i Catalogue of Life.